# Josef Málek
Josef Málek (* 13. ledna 1950) je bývalý český fotbalista, obránce. Po skončení aktivní kariéry působil jako trenér na regionální úrovni.

## Fotbalová kariéra
V československé lize hrál za Bohemians Praha. Nastoupil ve 40 ligových utkáních. V nižších soutěžích hrál i za ČKZ Rakovník.

## Ligová bilance
| Ročník                                   | Zápasy | Góly | Minuty | Klub            |
| ---------------------------------------- | ------ | ---- | ------ | --------------- |
| 1. československá fotbalová liga 1975/76 | 4      | 0    | 360    | Bohemians Praha |
| 1. československá fotbalová liga 1976/77 | 15     | 0    | 788    | Bohemians Praha |
| 1. československá fotbalová liga 1977/78 | 21     | 0    | 1 640  | Bohemians Praha |
| Česká národní fotbalová liga 1978/79     | –      | –    | –      | ČKZ Rakovník    |
| CELKEM 1. liga                           | 40     | 0    | 2 788  |                 |